# Jean-Baptiste Debret
Jean-Baptiste Debret (Párizs, 1768. április 18. – Párizs, 1848. június 28.) francia festő.

## Életpályája

### Pályájának kezdete
Ifjan lépett be Jacques-Louis David műtermébe és mesterét Rómába is elkísérte. 1785-ben visszatért Franciaország és csakhamar az École polytechnique tanára lett. 1799-ben állította ki Aristomenes megszabadítása című képét (a montpellieri múzeumban), amelyet 1804-ben Az ifjú Antiochus betegsége című műve követett.

### Napóleon festőjeként
Később leginkább I. Napóleon életéből merítette képeinek tárgyát. amelyek közül említésre méltók: Napóleon köszönti a sebesült osztrákokat (1806); Napóleon, amint buzdítja katonáit az abensbergi csata előtt (1810) stb.

### Brazíliában
Debret 1815-ben VI. János portugál király meghívására Rio de Janeiróba utazott és ott egy művészeti akadémia létesítését irányította. Itt az udvar számára is több képet készített, mint például VI. János életnagyságú arcképe.

### Utolsó évei
1831-ben visszatért Párizsba és ott élt haláláig.

## Ismert művei
Voyage pittoresque et historique au Brésil 1816-31 (3 kötet, Párizs, 1834-39).

### Galéria

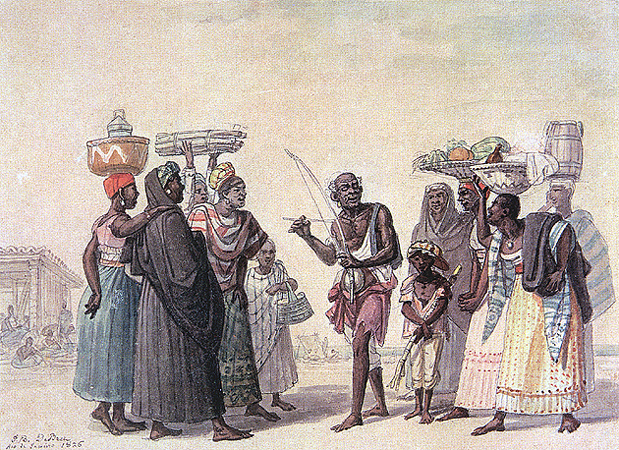
Uruncungo játékos
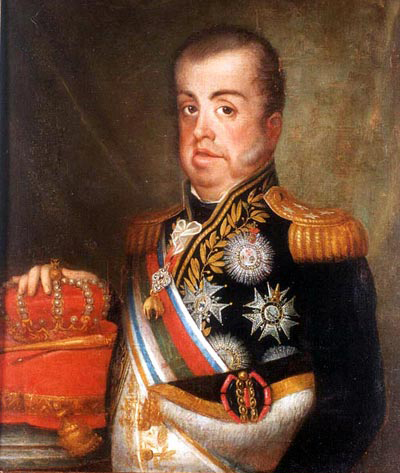
VI. János portugál király arcképe
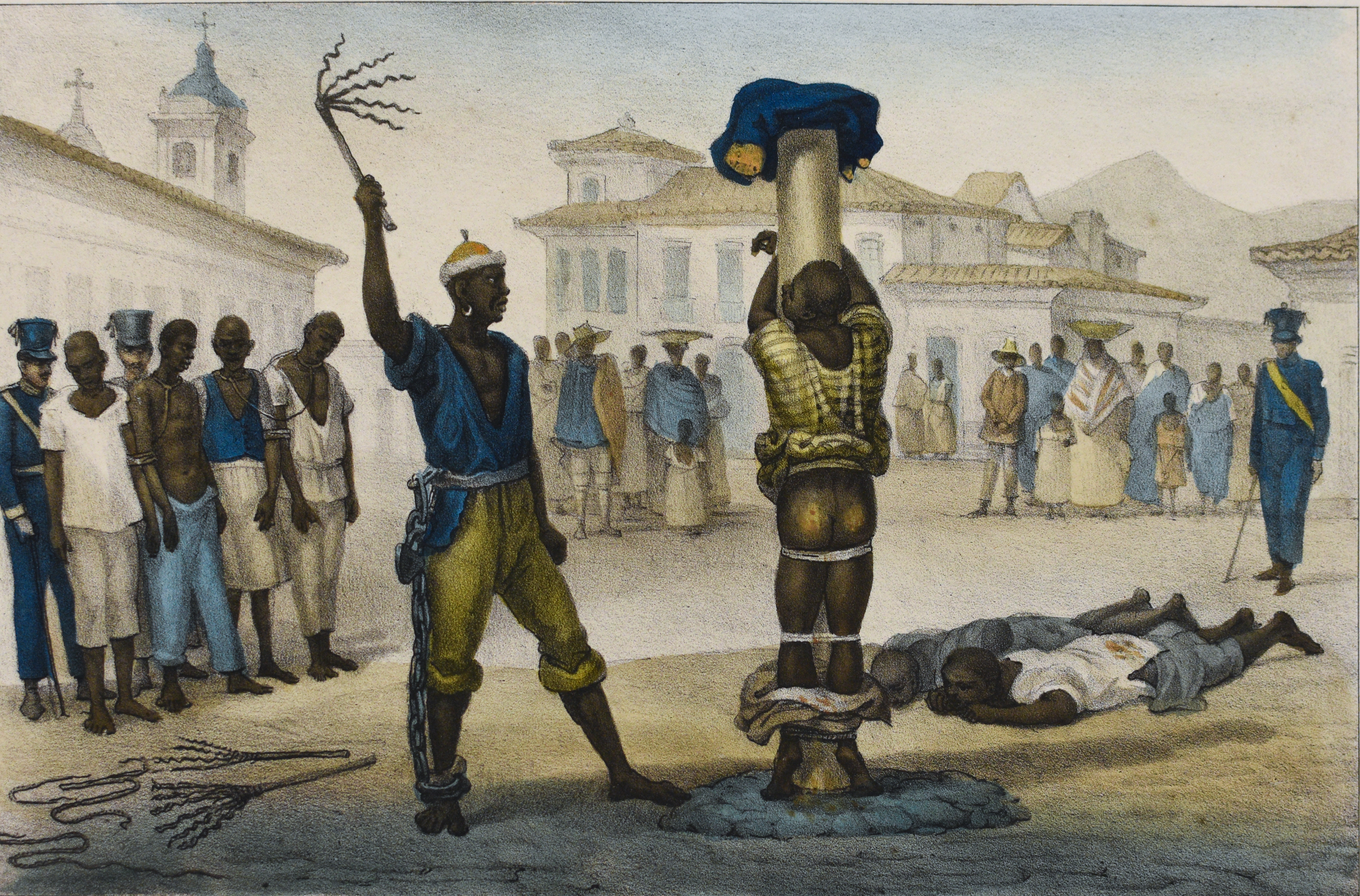
Pelourinho
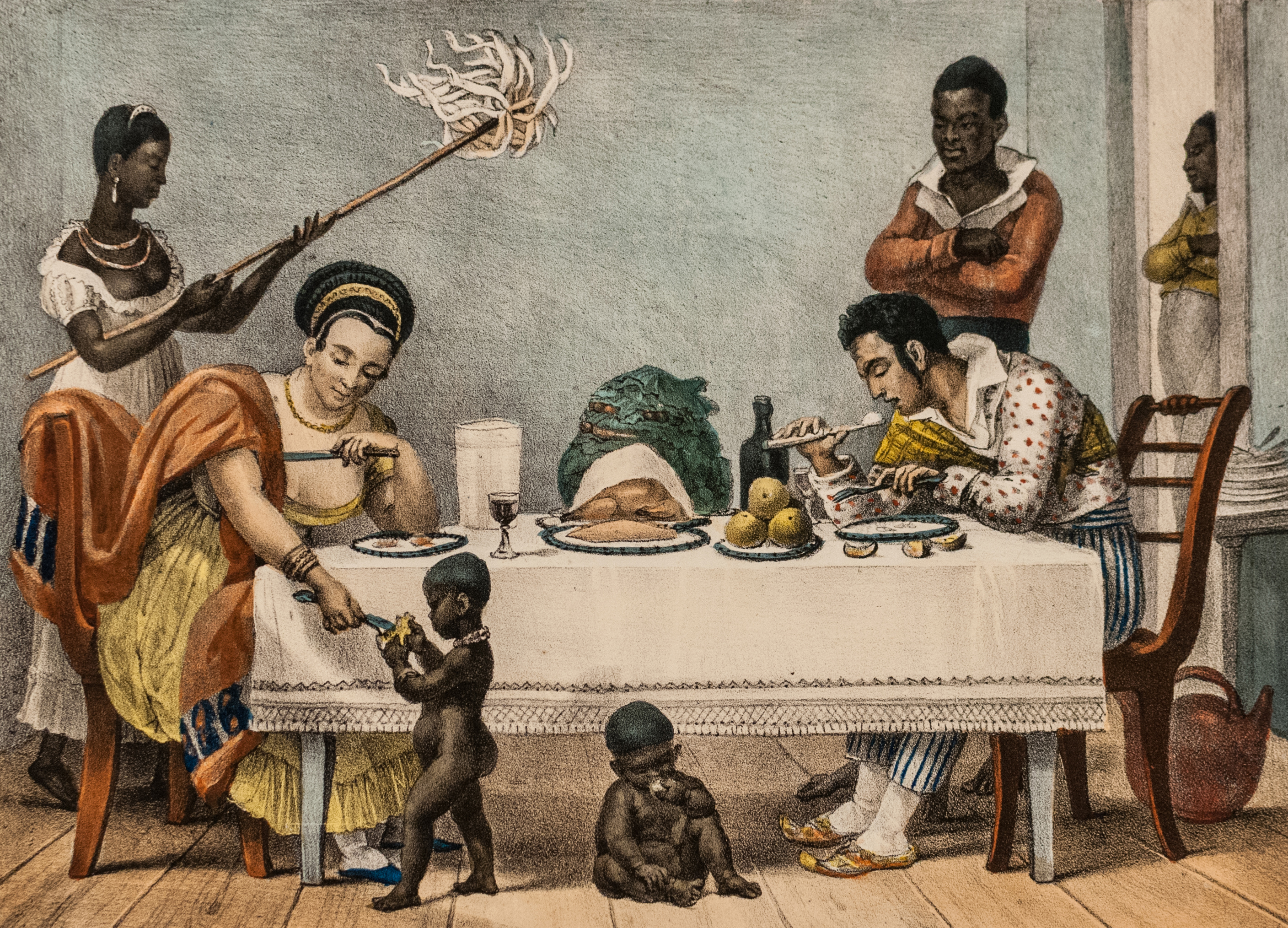
Családi étkezés
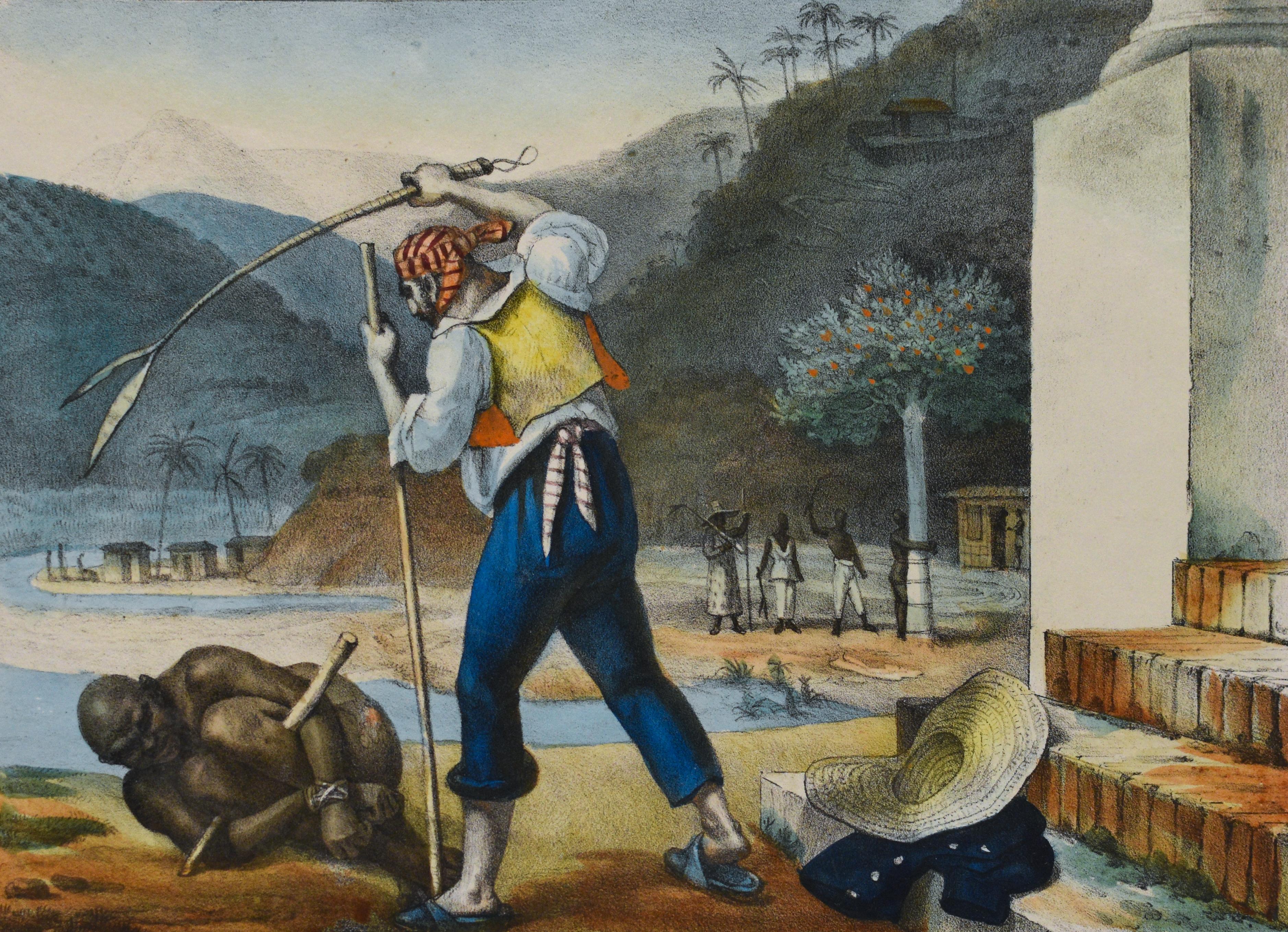
Egy rabszolga megbüntetése
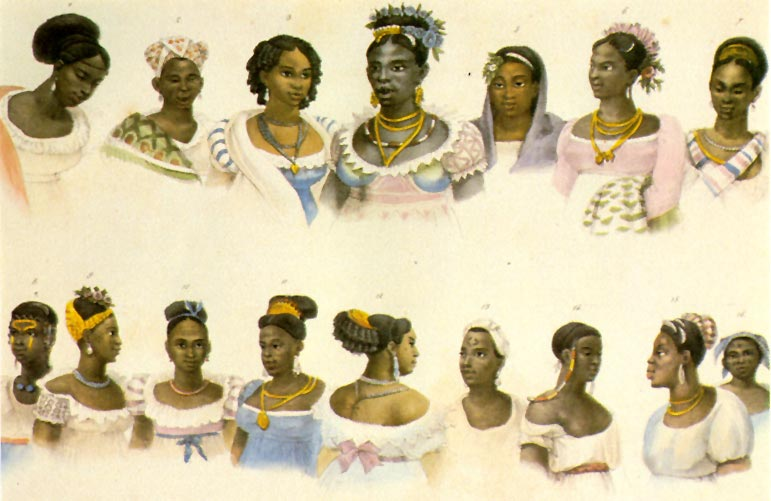
Különböző törzsekhez tartozó, afrikai származású rabszolganők (1835)
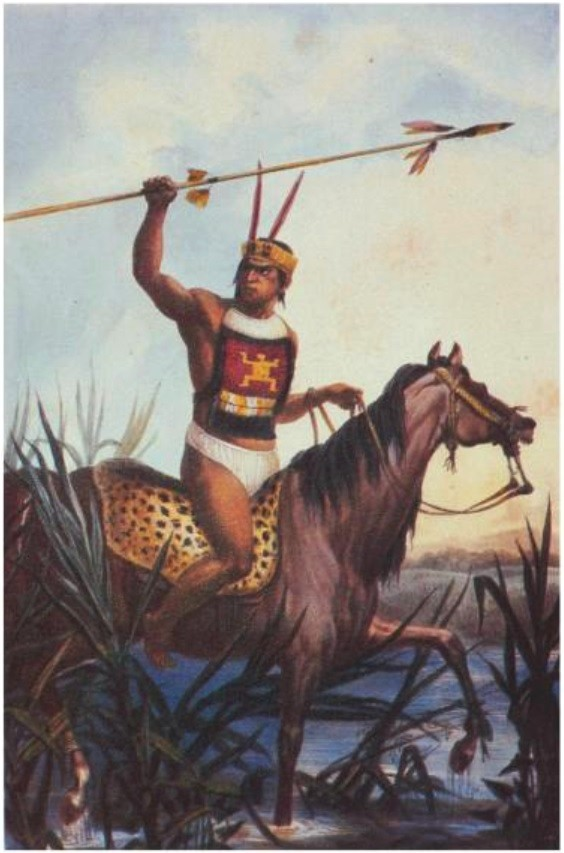
Indián harcos